# Бачка (Косово)
Ба́чка (серб. Баћка / Baćka; алб. Baqkë) — село в южной Метохии. Согласно административно-территориальному делению автономного края Косово и Метохия (в составе Сербии) село относится к общине Гора Призренского округа; согласно административно-территориальному делению частично признанной Республики Косово село относится к общине Драгаш Призренского округа.

## Общие сведения
Численность населения по данным на 2011 год — 52 человека (из них мужчин — 29, женщин — 23).
Село Бачка расположено в исторической области Гора, жители села — представители исламизированной южнославянской этнической группы горанцев (в переписи 2011 года все жители села указали своей национальностью горанскую). В качестве родного языка во время переписи почти все жители Бачки указали сербский (51 человек) и только 1 человек указал другой язык (помимо сербского, боснийского, албанского, турецкого и цыганского); согласно переписи 51 житель — гражданин Косова, 1 житель — гражданин Сербии. Всё население Бачки исповедует ислам.
Динамика численности населения в Бачке с 1948 по 2011 годы:
| Численность населения | Численность населения | Численность населения | Численность населения | Численность населения | Численность населения | Численность населения |
| 1948                  | 1953                  | 1961                  | 1971                  | 1981                  | 1991                  | 2011                  |
| --------------------- | --------------------- | --------------------- | --------------------- | --------------------- | --------------------- | --------------------- |
| 222                   | 249                   | 259                   | 311                   | 381                   | 215                   | 52                    |

Село находится приблизительно на расстоянии 2 километров от автомобильной дороги Брод — Драгаш.

## История
В 1914 году на территории Македонии проводил научные исследования российский лингвист А. М. Селищев. На изданной им в 1929 году этнической карте региона Полог населённый пункт Бачка был указан как болгарское село.
В 1916 году во время экспедиции в Македонию и Поморавье село Бачка посетил болгарский языковед С. Младенов, по его подсчётам в селе, которое он отнёс к болгароязычным, в то время было около 50 домов.